# Пюви де Шаванн, Пьер Сесиль
Пьер Сеси́ль Пюви́ де Шава́нн, Пювис де Шаванн (фр. Pierre Cécile Puvis de Chavannes; 14 декабря 1824, Лион — 24 октября 1898, Париж) — выдающийся французский живописец, постимпрессионист, считается предшественником символизма в живописи. Как художник монументального искусства создал особенный художественный стиль. Писатель Эмиль Золя назвал его творчество «искусством, созданным из разума, страсти и воли».

## Биография
Пьер Пюви де Шаванн родился в Лионе, в старинной бургундской семье, предком которой был Мишель Пюви (1620—1694), виноградарь, буржуа из Кьюзо (Сона и Луара). Фамилия сохранила название родной местности «Шаванн» (Chavanne). Отец художника — Мари Жюльен Сезар Пюви, горный инженер, мать — Маргарита Гийо, дочь торговца.
Отец хотел, чтобы сын продолжил его дело. Но из-за болезни Пьер не смог поступить в Политехническую школу в Париже. Учился в Лионском коллеже и в парижском Лицее Генриха IV. В Париже он жил на авеню де Вилье с румынской принцессой Марией Кантакузеной, с которой он познакомился в 1856 году в студии живописца Теодора Шассерио, с которым она дружила. Они поженились сорок два года спустя, в 1898 году, за несколько месяцев до смерти Пьера. Она оказала на него значительное влияние, став его спутницей, соратницей, любимой моделью и музой.
После изучения риторики и философии в лицее Генриха IV в Париже Пьер Пюви де Шаванн совершил первую поездку в Италию, был во Флоренции и Риме. Итальянское искусство произвело на него сильное впечатление, оставшееся на всю жизнь. Затем Пьер начал учиться живописи у Анри Шеффера. Во второй раз он посетил Италию в компании Луи Бодерона де Вермерона, затем пятнадцать дней учился в Париже у Эжена Делакруa, затем в мастерской Тома Кутюра. В сущности, он учился самостоятельно и по-настоящему нашёл свое призвание только в тридцать лет, создав в 1854 году росписи столовой загородного дома своего брата («Времена года», «Возвращение блудного сына»).
Его дебют в Парижском салоне был трудным. Ему несколько раз отказывали, а когда он наконец представил свои картины, их подвергли резкой критике. Будучи материально обеспеченным, в 1852 году вместе с друзьями Пьер Пюви де Шаванн открыл собственную мастерскую на площади Пигаль, много работал. Дружеские советы и собственный опыт дали, по словам художника, больше, чем пребывание в трёх школах.
В 1867 году он был удостоен звания кавалера ордена Почётного легиона, в 1877 году произведён в офицеры, а в 1889 году — командора. В 1882 году получил почётную медаль.
Художник скончался 24 октября 1898 года, через три месяца после смерти жены Мари Кантакузены в своем доме в 17-м округе Парижа на авеню де Вилье, 89. После смерти он был похоронен на старом кладбище Нёйи-сюр-Сен, позднее, в 2018 году его останки перенесли на кладбище Шампанья, Сона и Луара, колыбели семьи Шаванн. Семейная капелла, заброшенная в 2000 году, была спасена благодаря вмешательству историка Фредерика де Бертье де Грандри.

## Творчество
Наибольшее влияние на формирование индивидуального стиля и живописной манеры Пюви де Шаванна оказали фрески мастеров раннего итальянского Возрождения (произведения которых он изучал во время своего пребывания в Италии) и творчество Ж. О. Д. Энгра. Как правило, его работы представляют собой стилизации под античность в духе итальянских живописцев XV столетия. Как правило композиции Пюви де Шаванна — это не фрески, а монументальные картины, написанные маслом на холсте и затем укреплённые на стенах жилых, общественных и церковных интерьеров.
Пюви де Шаванн мечтал о «большом стиле», какой был свойственен классическому искусству былых времён. «Истинная роль живописи, — говорил он, — это — одухотворение стен». Он обратился к итальянскому искусству, ибо в готической Франции не было классицистической традиции монументальных росписей. «Всё его творчество устремлено было к слиянию этих двух родов живописи, картины и декоративного панно, — к восстановлению их утраченного единства, характерного для эпохи раннего Ренессанса… Декоративные росписи XV—XVI веков были рассчитаны на века, на многие поколения… Они были органической частью архитектуры. В XIX столетии это монументальное искусство было окончательно вытеснено легко переносимыми масляными картинами. Ранее декоративная роспись была частью монументального стиля, теперь она стала частью обстановки, чем-то вроде ширмы для дивана» .
Пюви де Шаванн выработал оригинальный стиль близкий неоклассицизму с обобщёнными, слегка уплощёнными объёмами, чёткими контурами и приглушёнными красками, напоминающими фрески художников итальянского проторенессанса и кватроченто. «В мягкой пластике линий и аллегориях его монументальных композиций ощущалась связь с итальянскими примитивами, а элегические настроения и некоторая загадочность образов говорили о раннем символизме его необычного искусства» . Сам художник стремился к «естественной простоте Джотто и Мазаччо… и, подобно фрескам раннего Ренессанса, его панно, выполненные масляными красками с их серовато-жемчужным, мглистым колоритом, казались естественным продолжением стены» .
Его первые картины в этом роде, обратившие на себя внимание, «Bellum» и «Concordia», были написаны в 1861 году для амьенского музея. За ними следовали: «Отдых» (1862), «Труд» (1863), «Осень» (1865), «Славься, Пикардия-кормилица» (1865) с символическим изображение сельской жизни в Пикардии и «Массилия, греческая колония» (1869) — идиллическая сцена из древнегреческой жизни. Самая известная картина Пюви де Шаванна в том же роде, «Pro patria ludus», была написана в 1882 году, также для амьенского музея. В ней художник представил пикардийских юношей, упражняющихся в метании копий. В композициях Пюви де Шаванна пейзаж и человеческие фигуры играют одинаково важную роль и как бы взаимно дополняют друг друга, производя в высшей степени целостное впечатление.
Настоящая известность пришла к Пюви де Шаванну после создания двух композиций под одинаковым названием «Надежда» (1871—1872). На обеих картинах на фоне скромного весеннего пейзажа изображена молодая девушка, аллегория Надежды (обнажённая в варианте 1871 года и одетая в белое платье в варианте 1872 года). Фигура девушки помещена на переднем плане, а пейзаж создаёт ощущение плоского фона, из-за чего находящаяся в руках обнажённой девушки оливковая ветвь (символ мира) воспринимается скорее как дерево на дальнем плане картины.

 «Характерно, что Пюви наблюдал природу, но не писал этюды с натуры, чтобы „не ослабить впечатления“. Он перерабатывал эти впечатления в форму аллегории, свойственную искусству классицизма, но делал её более хрупкой, нежной и несколько наивной, даже неловкой. Эта неловкость, скованность рисунка, лёгкая стилизация под примитив искупались искренностью. В этом заключался своеобразный пассеизм искусства Пюви де Шаванна. В выработанном им идеале угадываются и античная вазопись, и помпейские фрески, фризы Парфенона и фигуры Пуссена, будто бы сошедшие с древнеримских саркофагов. Одно из его произведений так и называется: „Видение античности“. Отсюда тончайшие ассоциации и пластические, но не литературные аллюзии. Этот эстетизм был близок кружку французских поэтов- парнасцев того времени. Леконт де Лиль воспевал „мысль, струящуюся золотыми ритмами, как божественный металл, отливающийся в гармоничную форму“. Сам Пюви де Шаванн писал, что, если художник уравновешен, значит он „наделён Божественным даром удовлетворить разум, не нарушая прав зрения на внешнюю радость“. Это был классицизм, но классицизм особый, по определению Вилье де Лиль-Адана, тот, когда „линия отвергает сюжетный смысл перед мотивом универсальной архитектоники“. Пластика линий, ритмичность, кантабильность делают искусство Пюви де Шаванна уникальным; иногда его называют символическим классицизмом, предвещающим расцвет символизма периода модерна. Но в последующие годы никому из последователей Пюви де Шаванна не удавалось достичь столь ясной гармонии формы» 
Из его монументальных работ лучшими считаются картины в парижском Пантеоне, изображающие сцены из жизни святой Женевьевы (1874—1877). Они написаны в характерных для художника бледных тонах, даже кажутся специально выбеленными, под фрески, в орнаментированных рамах, и замечательно гармонируют с белой окраской стен архитектуры Жак-Жермена Суффло. Другие произведения; «Священная роща» (на лестнице дворца искусств в Лионе), «Науки и искусства» (1887—1889, в амфитеатре Сорбонны), «Inter artes et naturam» (на лестнице Руанского музея), «Четыре времени года» (в парижской ратуше, 1889—1893), «Музы» (1893—1895, библиотека университета, Бостон).
Сам художник своей лучшей работой считал картину «Девушки у моря» (1879), представляющую собой живописную аллегорию гармонии человека и природы. Здесь проявилось умение Пюви де Шаванна превратить любой незатейливый сюжет в символическую композицию. Все фигуры изображены с тонкой пластикой линий, а холодный колорит, основанный на игре серо-голубых тонов, придаёт интимной сцене «глубокое дыхание» монументальной росписи.

## Оценки наследия художника
Пюви де Шаванн никогда не пользовался должным пониманием современников. Позднее, обожаемые идеалистами, его произведения презирали представители академизма и салонно-натуралистического искусства. Лишь с появлением символизма эти два лагеря объединились, но так и не пришли к убедительной оценке творчества художника. Современные исследования унаследовали это противоречие от старого искусствоведения и поэтому не предлагают убедительной интерпретации искусства Пюви де Шаванна.
Однако многие художники следующего поколения, такие как Одилон Редон, Анри Мартен, Альфонс Осбер, Александр Сеон, Эмиль-Рене Менар или Ари Ренан, но также Поль Гоген, Жорж Сёра, Морис Дени, вплоть до молодого Пабло Пикассо, восхищались его искусством и были многим ему обязаны. Пюви де Шаванн оказался одним из наиболее значительных французских живописцев, оказавших впоследствии большое влияние на развитие французской живописи в стиле ар-нуво.
В России большим поклонником художника был С. П. Дягилев, что, безусловно, сказалось и на деятельности художественной группы «Мир искусства». В 1897 году В. Э. Борисов-Мусатов, покорённый искусством Пюви де Шаванна, пытался поступить к нему в ученики, но опоздал. Художник закрыл своё ателье. Своим вторым учителем (после А. И. Куинджи) Пюви де Шаванна называл Н. К. Рерих, ознакомившийся с его творчеством во время поездки в Париж в 1900 году.

## Галерея
- Сон. 1867. Холст, масло. Дворец изящных искусств, Лилль
- Мария Магдалина в пустыне. 1870. Холст, масло. Штеделевский художественный институт, Франкфурт-на-Майне
- Священная роща, возлюбленная искусствами и музами. Между 1884 и 1889. Холст, масло. Чикагский институт искусств, Чикаго, США
- Обезглавливание Иоанна Крестителя. Ок. 1869. Холст, масло. Национальная галерея, Лондон
- Надежда. 1871. Холст, масло. Музей Орсе, Париж
- Надежда. 1872. Холст, масло. Художественный музей Уолтерса, Балтимор, США
- Смерть и девушки. 1872. Холст, масло. Институт искусств Стерлинга и Франсин Кларк, Уильямстаун, Массачусетс, США
- Кающаяся Мария Магдалина. 1897. Холст, масло. Венгерская национальная галерея, Будапешт
- Бедный рыбак. 1881. Холст, масло. Музей Орсе, Париж
- Pro patria ludus (Соревнование за отечество). 1882. Холст, масло. Художественный музей Уолтерса, Балтимор, США
- Летом. 1891. Художественный музей, Кливленд, США
- Песня пастуха. 1891. Холст, масло. Метрополитен-музей, Нью-Йорк
- Поэт. 1896. Холст, масло. Национальный музей искусства, архитектуры и дизайна, Осло